# Pérotin

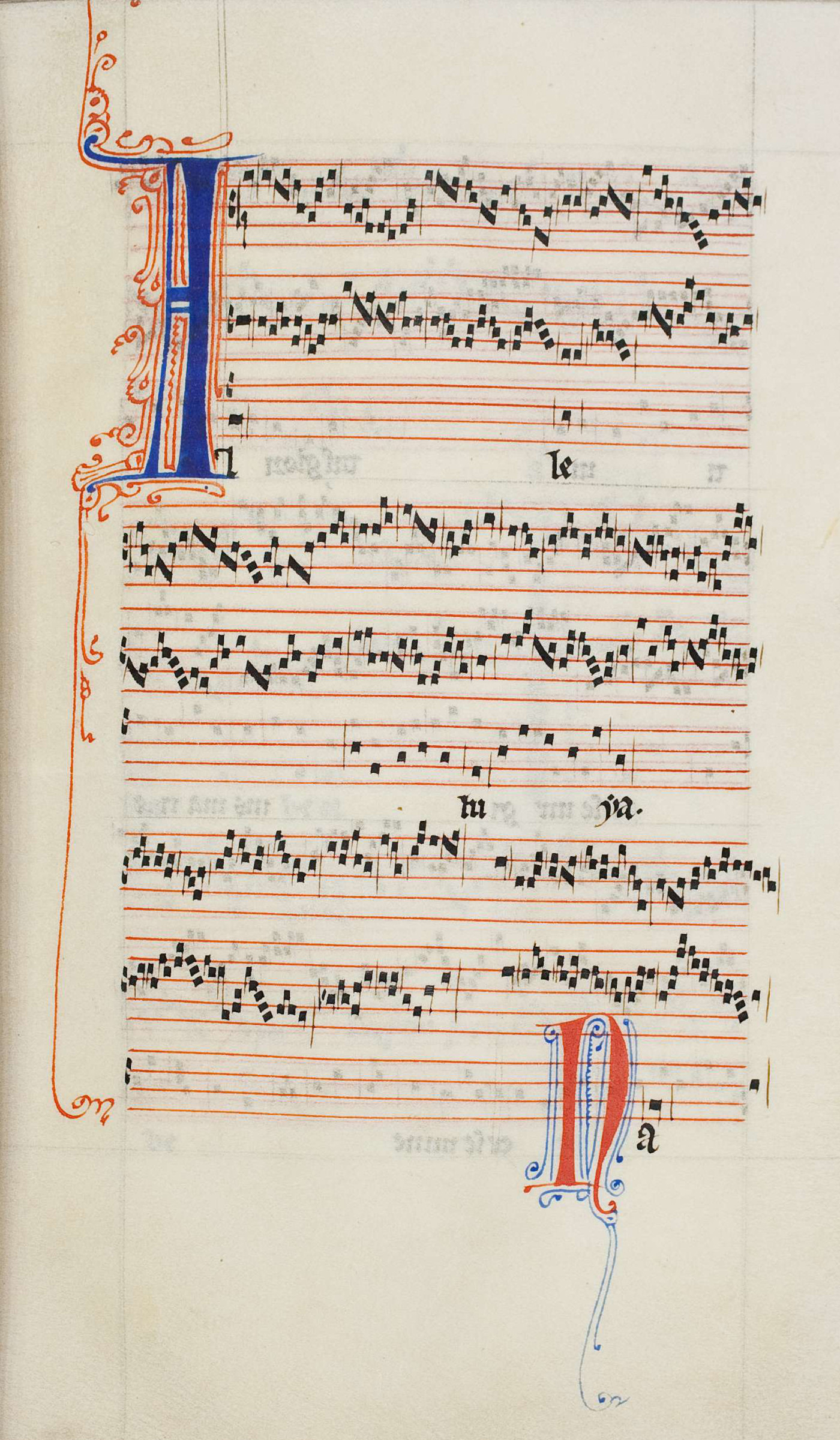
Seite aus dem Alleluia nativitas

Pérotin (Perotinus), auch als „Magister Perotinus“ oder „Perotinus magnus“ bekannt, (* zwischen 1150 und 1165; † zwischen 1200 und 1225) war Magister an der Klosterkirche und Kathedrale Notre Dame in Paris und gilt als bedeutendster Komponist der Notre-Dame-Schule.

## Leben
Da über sein Leben nichts überliefert ist, basiert das Wissen über ihn auf Aussagen des Johannes de Garlandia (um 1240) und Anonymus IV (nach 1279).
Seine Werke sind überliefert im Magnus liber organi (Großes Buch der Organa).
Seine musikhistorische Leistung (jedenfalls entnimmt die Musikwissenschaft das aus den Überlieferungen des Anonymus IV) liegt in der Weiterentwicklung der zweistimmigen Organa seines Vorgängers Léonin an der Kathedrale von Notre-Dame zu drei- und vierstimmigen (Quadruplum) Organa. Durch das Hinzutreten einer dritten und vierten Stimme war die freie Rhythmik des gregorianischen Chorals nicht mehr anwendbar. Es war erforderlich, die einzelnen Stimmen zur Ordnung des Gesamtablaufes fest zu rhythmisieren. Hierzu verwendete Pérotin sechs verschiedene, an antike Versmaße angelehnte rhythmische Modelle, den sogenannten Modalrhythmus.

## Der Musiktraktat des Anonymus IV
Im Musiktraktat des Anonymus IV, der übrigens umfangreiche Partien aus dem Traktat des Johannes de Garlandia quasi Satz für Satz übernommen hat, geht hervor, dass es wohl eine Zeit des Perotinus Magnus gab, in der eine ganz bestimmte Notationsweise (die Modalnotation) von ihm und seinen Vorgängern verwendet worden war. (“[…] et hoc ab illo tempore, quo homines incipiebant talia cognoscere, ut in tempore Perotini Magni et a tempore antecessorum suorum.”)
Weiter heißt es:

“Et nota, quod magister Leoninus, secundum quod dicebatur, fuit optimus organista, qui fecit magnum librum organi de gradali et antifonario pro servitio divino multiplicando. Et fuit in usu usque ad temporis Perotini Magni, qui abbreviavit eundem et fecit clausulas sive puncta plurima meliora, quoniam optimus discantor erat, et melior quam Leoninus erat.”

„Und merke dir, dass der Magister Leoninus, wie berichtet wurde, der beste organista gewesen ist; er verfertigte den Magnus Liber der Organa zum Graduale und Antiphonar zur Bereicherung des Gottesdienstes. Und dieses Buch blieb in Gebrauch bis zu der Zeit des Perotinus Magnus, der dasselbe gekürzt hat und viel bessere Klauseln und Punkta schuf, weil er der beste Discantor war, sogar besser als Leoninus.“

Zuletzt berichtet Anonymus IV über die Arbeit des Perotinus Magnus, welcher den Angaben im Traktat zufolge beste Quadrupla (vierfache Organa) wie das Viderunt omnes und das Sederunt principes mit einer Fülle von Colores der harmonischen Kunst sowie schönste Tripla (dreifache Organa) und Conductus schuf.

## Film
- Dein Kuss von göttlicher Natur – Der ZEITgenosse Perotin. Regie: Uli Aumüller, Produktion: inpetto filmproduktion berlin, ARTHAUS Musik 100 695